# Bruno Fleischer
Bruno Fleischer (1874-1965) fue un médico, y oftalmólogo alemán.

## Trayectoria
Bruno Fleischer se formó en las Universidad de Tubinga (donde se doctoró en 1898), de Ginebra y de Berlín. 
Fue asistente de la clínica ocular de Tübingen donde en 1904 comenzó a ejercer la oftalmología, recibiendo un puesto de profesor extraordinario en 1909. En 1920 fue reclamado por la Universidad de Erlangen-Nürnberg como profesor ordinarius, cargo que mantendría hasta 1951.
Las patologías Anillo de Kayser-Fleischer y el Anillo de Fleischer se nombraron así en su honor.

## Obra

### Algunas publicaciones
- Über einen Fall von Akranie mit Amnionverwachsung und seitlicher Nasenspalte und über einen Fall von Nothencephalie: ein Beitrag zur Theorie der Hemicephalie, 1898

- Beiträge zur Histologie der Tränendrüse und zur Lehre von den Secretgranula, 1904

- Verhütung erblicher Augenleiden: Rede anläßlich der Übernahme des Rektorats, celebrada el 4 de noviembre de 1929, 1930

## Literatura
- Wer ist wer?, v. 14 (1) 1962: 354.

- Klinische Monatsblaetter für Augenheilkunde, v. 147. 1965, p. 264.

- Günter Krämer. Kleines Lexikon der Epileptologie. 2005, p. 99.

- Jens Martin Rohrbach: Augenheilkunde im Nationalsozialismus. 2007, p. 69, 70 (Google books).